# Spencer Fox
Spencer Fox (New York, 1993. május 10. –) amerikai színész, énekes, zenész.
Legismertebb alakítása Dash Parr a 2004-es A Hihetetlen család című filmben.
2014-től a Charly Bliss együttes gitárosa.

## Pályafutása
Ő volt a hangja Dash Parrnak A Hihetetlen család című filmben.
2014-től a Charly Bliss együttes énekes és gitárosa.

## Filmográfia

### Filmek
| Év   | Magyar cím            | Eredeti cím     | Szerep           | Magyar hang |
| ---- | --------------------- | --------------- | ---------------- | ----------- |
| 2011 |                       | Light           | Spencer          |             |
| 2007 |                       | Neal Cassady    | Mickey Mature    |             |
| 2006 | Nagypályás kiskutyák  | Air Buddies     | Placcs (hang)    | Czető Ádám  |
| 2006 | Esküvő, rock, haverok | The Groomsmen   | Jack             |             |
| 2004 | A Hihetetlen család   | The Incredibles | Dash Parr (hang) | Penke Bence |

### Televíziós szerepek
| Év   | Magyar cím   | Eredeti cím                   | Szerep                            | Megjegyzések                        |
| ---- | ------------ | ----------------------------- | --------------------------------- | ----------------------------------- |
| 2012 |              | Gentlemen's Auto Club         | önmaga                            | vendég                              |
| 2009 |              | Cupid                         | Music Geek                        | 1 epizód: Left of the Dial          |
| 2007 | Kim Possible | Kim Possible                  | Tim Possible, Jim Possible (hang) | 11 epizód magyar hangja Timon Barna |
| 2004 |              | Late Night with Conan O'Brien | önmaga                            | vendég                              |